# Вітри Альтаїру
Вітри Альтаїру (англ. The Winds of Altair) — науково-фантастичний роман американського письменника Бена Бови. Уперше твір як повість був надрукований у 1973 році у видавництві «E. P. Dutton», у 1983 році був опублікований розширений текст роману. У романі на фоні пошуку людьми придатних планет для життя обговорюється проблеми відповідальності людства за збереження життя як на Землі, так і на інших планетах.

## Сюжет роману
Дія твору відбувається у кінці ХХІ століття, коли на Землі вичерпались природні ресурси, а населення планети зросло до 50 мільярдів. Для того, щоб забезпечити людство ресурсами для продовження існування цивілізації, представники різних регіон споряджають космічні кораблі, для того, щоб знайти придатні для життя людей планети. Один із таких кораблів, який спорядили представники Північної Америки, прибув з екіпажем та членами сімей потенційних переселенців на орбіту шостої планети зірки Альтаїр, оскільки передбачалося, що її розміри та атмосфера подібні до земних. Проте при дослідженні атмосфери планети виявилось, що її атмосфера складається переважно з метану, та дуже агресивна до техніки людей. Жителі корабля прийняли рішення провести тераформування планети, для чого відправляють на її поверхню спеціальні механізми, які мають перетворити атмосферу планети на придатну для людей. Проте експедицію атакують велетенські місцеві тварини, і місія на поверхню провалилася. Щоб забезпечити функціонування механізмів, люди приймають рішення під час повторної експедиції упіймати кілька тварин, та вставити їм спеціальні пристрої в мозок, щоб пізніше керувати тваринами за допомогою підключення мозку людини до мозку місцевих тварин. Проте підключитися до мозку тварин дорослим не вдалося, й лише підключення до мозку 12-річного хлопця Джеррі Голмена виявилось вдалим, хоча це й коштувало йому чималих нервових зусиль.
Поступово хлопець призвичаюється до свого нового становище. Він з невеликими перервами втілюється в свідомість іншопланетної тварини, яка виявляється велетенським шестиногим хижаком, цих тварин назвали вовкокотами. Джеррі назвав цього вовкокота Крауном, хлопець відчуває, як тварина полює та б'ється з іншими вовкокотами. Планету тварина називає «Пісня вітрів». Поступово він підводить Крауна до місця розміщення земних механізмів, та виявляє на планеті ще один потенційно розумний вид тварин, подібний на великих земних мавп, і навіть робить спроби заборонити Крауну полювати на них. Дорослі приймають рішення спіймати кількох таких тварин, і також вживити їм датчики в мозок, щоб за можливості іншопланетні відповідники мавп налагодили роботу земних механізмів, а керовані вовкококоти їх захищали, для чого вирішують залучити до роботи ще кількох дітей. Цей план вдається реалізувати. Проте в процесі виконання цього плану виявляється, що земне повітря, яке виробляють людські механізми, є смертельним для тварин, і тому, коли умови життя на планеті стануть придатними для людей, усі ці тварини загинуть. Проти цього повстають діти на чолі з Джеррі, та переконують людей відлетіти в інше місце, та шукати іншу придатну для життя планету.

## Переклади
У 1975 році ще в скороченому варіанті «Вітри Альтаїру» були перекладені німецькою мовою під назвою «Der Planet der Katzenwölfe», у 1980 році роман перекладений німецькою мовою повторно під назвою «Gefahr auf dem Planeten der Katzenwölfe». У 1981 році твір у скороченому варіанті опублікований російською мовою у видавництві «Мир» двома випусками у серії «Зарубежная фантастика» під назвою «Ветры Альтаира», пізніше роман ще кілька разів перевидавався російською мовою.